# Mandali (Irak)
Pour l’article homonyme, voir Mandali.
Mandalî (Variantes : Mendeli, Mendili, Mendali, Mandaly) est une ville d'Irak dans province de la Diyala dans le district de Bladrûz. La ville est appelée aussi Bandanîjîn, Bandânjîn ou Bandanîj. Elle est peuplée de 33 500 habitants majoritairement kurdes.